# Eisenbahnprojekt Schaan–Landquart
| Streckenlänge: | 27,9 km             |                                   |                                   |
| Spurweite: | 1000 mm (Meterspur) |                                   |                                   |
| Maximale Neigung: | 12 ‰                |                                   |                                   |
| Minimaler Radius: | 120 m               |                                   |                                   |
| |                     |                                   |                                   |
| \| \| \| kkStB (heute ÖBB) von Feldkirch \| \| \| \| 0,0 \| Schaan \| Schaan \| \| \| \| kkStB nach Buchs \| \| \| \| 3,9 \| Vaduz \| Vaduz \| \| \| 7,2 \| Triesen \| Triesen \| \| \| 12,6 \| Balzers \| Balzers \| \| \| 15,7 \| Landesgrenze FL-CH \| Landesgrenze FL-CH \| \| \| 19,0 \| Fläsch \| Fläsch \| \| \| \| SBB von Sargans \| \| \| \| 21,2 \| Ragaz heute Bad Ragaz \| Ragaz heute Bad Ragaz \| \| \| \| Rheinbrücken, Kantonsgrenze SG-GR \| \| \| \| 23,4 \| Maienfeld \| Maienfeld \| \| \| 25,4 \| Jenins \| Jenins \| \| \| \| RhB von Davos \| \| \| \| 27,9 \| Landquart \| Landquart \| \| \| \| SBB nach Chur, RhB nach Chur \| \| |                     |                                   |                                   |
| Strecke |                     | kkStB (heute ÖBB) von Feldkirch   | kkStB (heute ÖBB) von Feldkirch   |
| Bahnhof · Kopfbahnhof Streckenanfang (Strecke außer Betrieb) | 0,0                 | Schaan                            | Schaan                            |
| Strecke nach rechts · Strecke (außer Betrieb) |                     | kkStB nach Buchs                  | kkStB nach Buchs                  |
| Bahnhof (Strecke außer Betrieb) | 3,9                 | Vaduz                             | Vaduz                             |
| Bahnhof (Strecke außer Betrieb) | 7,2                 | Triesen                           | Triesen                           |
| Bahnhof (Strecke außer Betrieb) | 12,6                | Balzers                           | Balzers                           |
| Grenze (Strecke außer Betrieb) | 15,7                | Landesgrenze FL-CH                | Landesgrenze FL-CH                |
| Bahnhof (Strecke außer Betrieb) | 19,0                | Fläsch                            | Fläsch                            |
| Strecke von rechts · Strecke (außer Betrieb) |                     | SBB von Sargans                   | SBB von Sargans                   |
| Bahnhof · Kopfbahnhof Streckenanfang und quer (Strecke außer Betrieb) · Strecke quer (außer Betrieb) · Abzweig geradeaus, nach rechts und von rechts (Strecke außer Betrieb) | 21,2                | Ragaz heute Bad Ragaz             | Ragaz heute Bad Ragaz             |
| Strecke nach links · Strecke quer · Strecke von rechts · Strecke (außer Betrieb) |                     | Rheinbrücken, Kantonsgrenze SG-GR | Rheinbrücken, Kantonsgrenze SG-GR |
| Bahnhof · Bahnhof (Strecke außer Betrieb) | 23,4                | Maienfeld                         | Maienfeld                         |
| Strecke · Bahnhof (Strecke außer Betrieb) | 25,4                | Jenins                            | Jenins                            |
| Strecke · Abzweig ehemals geradeaus und von links |                     | RhB von Davos                     | RhB von Davos                     |
| Bahnhof · Bahnhof | 27,9                | Landquart                         | Landquart                         |
| Strecke · Strecke |                     | SBB nach Chur, RhB nach Chur      | SBB nach Chur, RhB nach Chur      |

Das Eisenbahnprojekt Schaan–Landquart umfasste eine elektrisch betriebene meterspurige Bahnstrecke von Schaan in Liechtenstein über Vaduz, Bad Ragaz nach Landquart in der Schweiz. 1905 wurde in Bern ein Konzessionsgesuch eingereicht.

## Geschichte

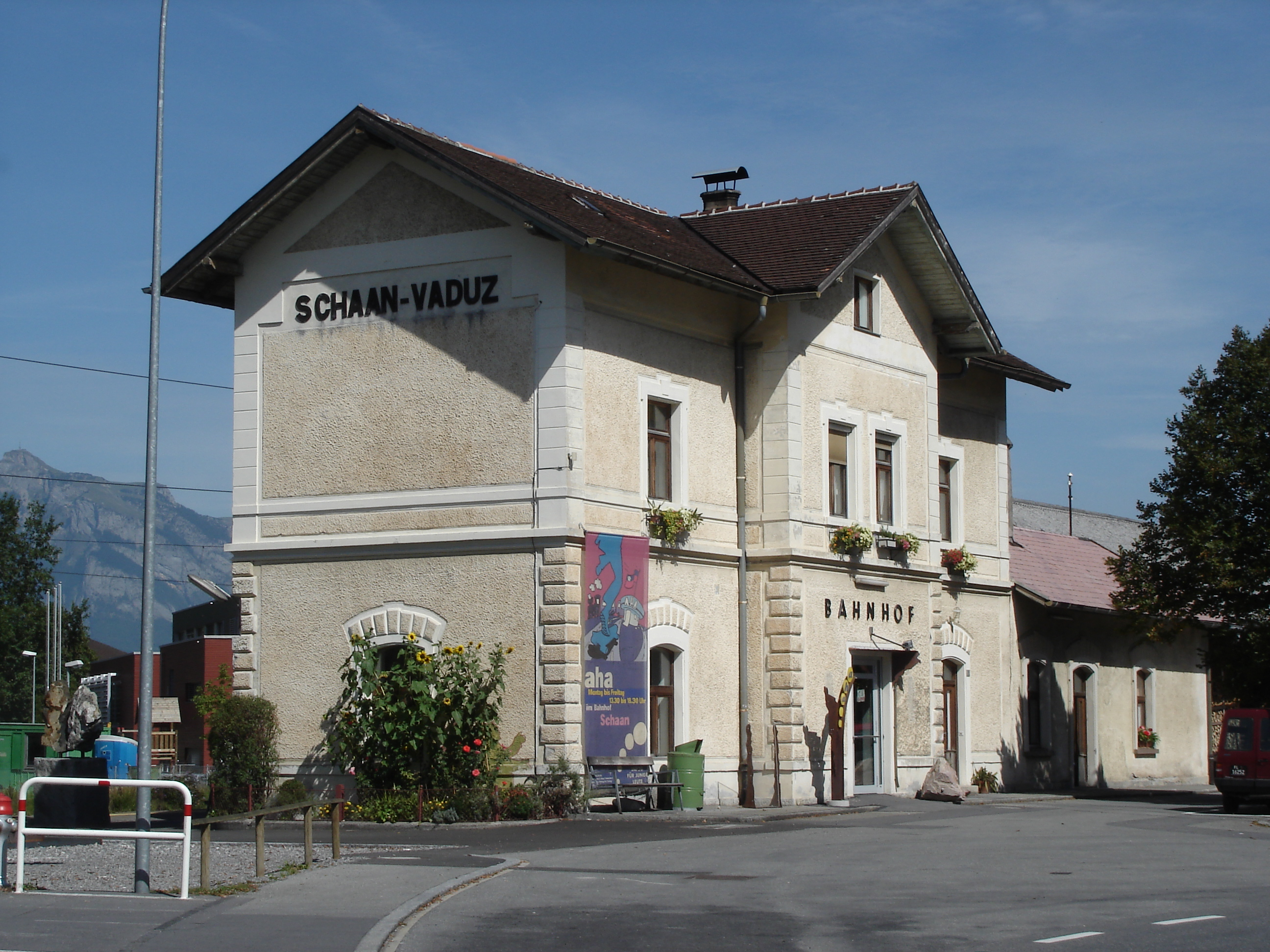
In Schaan war der Ausgangspunkt der Bahnstrecke vorgesehen.

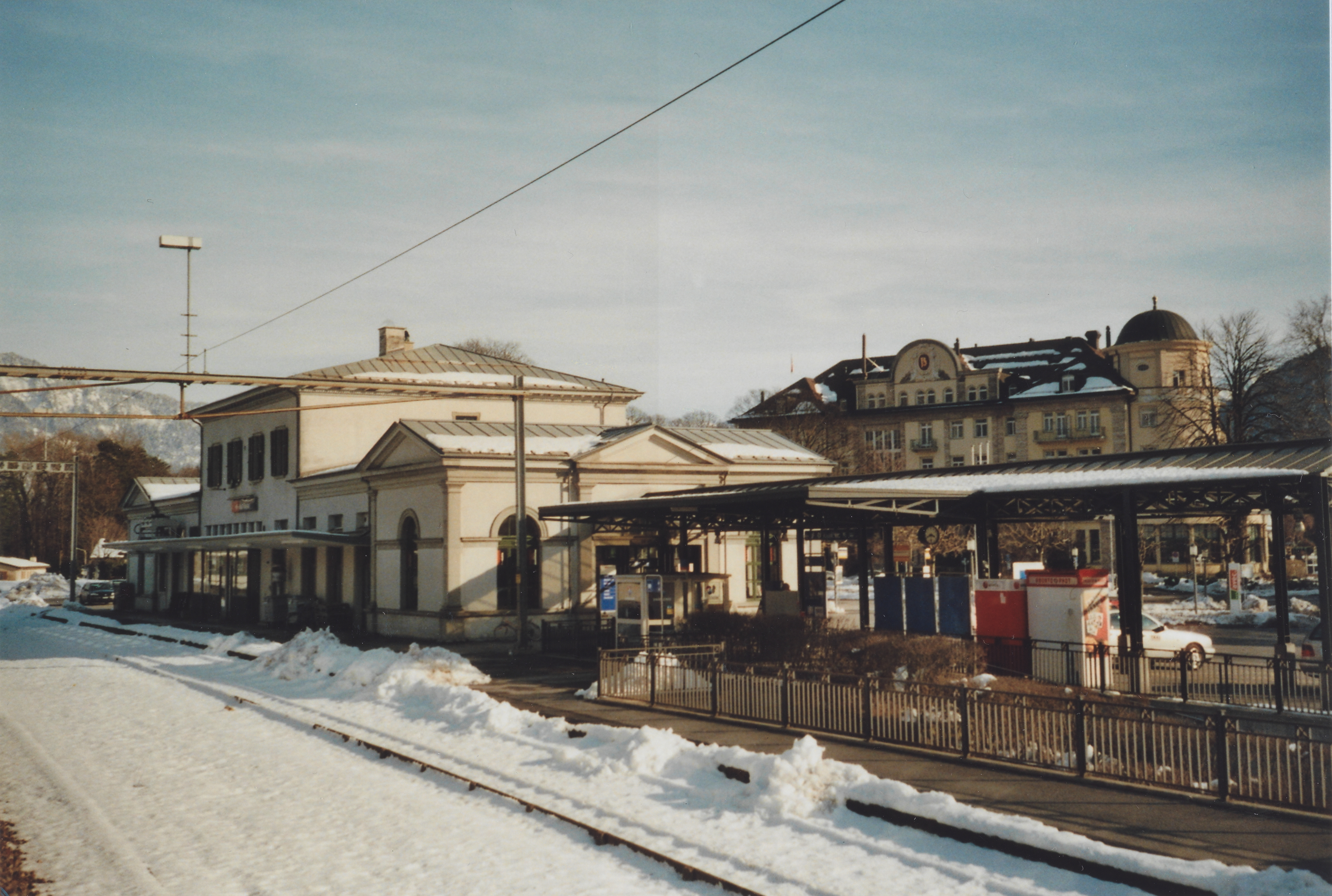
In Ragaz war ursprünglich geplant, die Strecke mit dem SBB-Netz zu verbinden.

Während des Baus der Arlbergbahn wurde in Liechtenstein ein Initiativkomitee gegründet mit dem Ziel, eine Bahnstrecke durch das Liechtensteiner Oberland zu realisieren. Diese sollte von Schaan aus über Vaduz und Balzers nach Sargans führen. Bereits 1903 beantragte der Badekurort Ragaz eine Konzession für eine linksrheinische Verbindung zwischen Landquart und Sargans mit Ragaz als Haltestation, um den Kurgästen einen bequemen Zugang zur Rhätischen Bahn in Landquart verschaffen. Der Abwanderung der Gäste nach Davos versuchten die Ragazer mit guten Bahnverbindungen in die Bündner Bergwelt zu begegnen.
1905 reichte ein Komitee unter der damaligen Leitung von Theophil Sprecher von Bernegg in Bern ein Konzessionsgesuch für eine Schmalspurbahn zwischen Schaan und Landquart ein. Der Rhätischen Bahn (RhB) hätte diese den Direktanschluss an das österreichische Eisenbahnnetz gebracht und im Fürstentum hätte man gute Verkehrsverbindungen durch das Land und Richtung Graubünden begrüsst. Die Schweizerischen Bundesbahnen (SBB) und Lokalpolitiker aus dem Sarganserland opponierten vehement gegen das Projekt. Für die Eisenbahninteressen des Fürstentums Liechtenstein intervenierte der österreichische Gesandte beim Bundesrat in Bern – Österreich vertrat damals das Fürstentum diplomatisch im Ausland.
Um das Projekt nicht zu gefährden, änderten die Initianten ihre Pläne und verkürzten das Trasse mit dem Verzicht auf den Einbezug des auf St. Galler Kantonsgebiet liegenden Kurorts Ragaz. Diese unerwartete Entwicklung schreckte den St. Galler Regierungsrat auf. Er stimmte dem Bauvorhaben zu und knüpfte die Konzession an die Bedingung, dass alle Züge nach Ragaz geführt werden müssen.
Am 29. August 1907 kam es unter der Führung von Bundesrat Josef Zemp zu einer Besichtigung der geplanten Bahnlinie. Es brauchte die Intervention des österreichischen Gesandten in Bern, damit das Post- und Eisenbahndepartement für diesen Augenschein auch die Repräsentanten des Fürstentums einlud. Der Konflikt ging weiter und die SBB hielten an ihrer Opposition fest. Der Direktor der Südostbahn machte sich auf der Titelseite der NZZ für den Bahnbau stark. Während des Ersten Weltkriegs war das Bauwerk nicht mehr realisierbar, und das Eisenbahndepartement schickte die Projektunterlagen an das Initiativkomitee zurück.

## Weitere Entwicklung
Später änderten sich die Befindlichkeiten. Während die Schweizer Kantone Graubünden und St. Gallen in ihre Eisenbahnen investieren, verweigerte die Liechtensteiner Bevölkerung 2020 einen Kredit für das Projekt S-Bahn Liechtenstein. Damit dürfte auch eine angedachte Trambahn Liechtenstein von Schaan über Vaduz und Balzers nach Sargans für längere Zeit vom Tisch sein.